# Hemigrammocapoeta culiciphaga
Hemigrammocapoeta culiciphaga är en fiskart som beskrevs av Pellegrin 1927. Hemigrammocapoeta culiciphaga ingår i släktet Hemigrammocapoeta och familjen karpfiskar. IUCN kategoriserar arten globalt som otillräckligt studerad. Inga underarter finns listade i Catalogue of Life.